# Klappholz
Klappholz település Németországban, Schleswig-Holstein tartományban. Lakosainak száma 489 fő (2023. december 31.).

## Népesség
A település népességének változása:
| Lakosok száma | 399  | 474  | 456  | 477  | 478  | 489  |
|               | 1975 | 2017 | 2019 | 2021 | 2022 | 2023 |